# Кыпа-Мачилькэт
Кыпа-Мачилькэт (устар. Кыка-Мачель-Кэт) — река в России, протекает по территории Ямало-Ненецкого АО. Устье реки находится в 472 км по правому берегу реки Таз. Длина реки составляет 17 км.

## Данные водного реестра
По данным государственного водного реестра России относится к Нижнеобскому бассейновому округу, водохозяйственный участок реки — Таз. Речной бассейн реки — Таз.
Код объекта в государственном водном реестре — 15050000112115300068537.